# Adolphe Jauréguy
Adolphe Jauréguy (18 de fevereiro de 1898 — 4 de setembro de 1977) foi um jogador de rugby union francês, medalhista olímpico.

## Carreira
Com o Stade Toulousain conquistou dois títulos do campeonato francês em 1922 e 1923, e também disputou mais duas finais, em 1920 com o Racing Club de France e em 1927 com o Stade Français. Durante sua carreira esportiva, também representou os clubes Stadoceste tarbais, SCUF e Havre AC.
Foi um dos pilares da seleção francesa na década de 1920, entre 1920 e 1929 disputou um total de 31 partidas, também como capitão, marcando 42 pontos. Ele integrou a equipe da Seleção da França que conquistou a medalha de prata nos Jogos Olímpicos de Verão de 1924 em Paris. Ele jogou as duas partidas da competição, nas quais os franceses derrotaram a Romênia por 61–3 no Stade de Colombes em 4 de maio, e duas semanas depois perderam para os EUA por 3–17.
Durante a Primeira Guerra Mundial serviu na artilharia, depois foi técnico da seleção nacional e vice-presidente da Fédération Française de Rugby nos anos 1949-1968.